# Matídia Menor
Míndia Matídia (em latim: Mindia Matidia; 85–depois de 161), mais conhecida como Matídia Menor (em latim: Matidia Minor) ou Matídia, a Jovem, foi uma aristocrata romana de gente desconhecida do final do século I e início do século II. Ela é famosa por ter sido parente de vários imperadores romanos durante sua longa vida. 
É conhecida também como Víbia Matídia.

## História
Matídia Menor era filha de Salonina Matídia com seu segundo marido, um obscuro aristocrata romano chamado Lúcio Míndio. Salonina era sobrinha do imperador Trajano e meio-irmã por parte de mãe de Víbia Sabina, esposa do imperador Adriano, ele próprio um primo de terceiro grau.
Depois da morte de seu pai em 85, Matídia e suas meio-irmãs foram viver com a mãe e a avó na casa do imperador Trajano e sua esposa Plotina. Quando Salonina se casou, o padrasto delas, Lúcio Rupílio Frúgio, também foi morar com elas. Matídia jamais recebeu o título de augusta, não se casou e nem teve filhos, o que era raro na época. Porém ela era uma matrona romana muito rica, culta e influente.
Trajano presentou-a com uma villa perto de onde a moderna cidade de Matigge está hoje localizada. Por conta desta villa, a região ficou conhecida como Insula Matidiae e o nome acabou preservado no nome da cidade italiana. Matídia era bastante competente na gestão de sua fortuna e, quando Víbia Sabina se tornou imperatriz-consorte, as duas passaram a viajar juntas na companhia de seu cunhado imperador. 
Matídia patrocinou a restauração do teatro de Sessa Aurunca, provavelmente danificado por terremoto durante o reinado de Antonino Pio (r. 138-161) e sua generosidade foi comemorada com uma estátua encontrada no local. Ela viveu até uma idade avançada e mais do que todos os seus parentes diretos. Já idosa, Matídia se tornou amiga próxima de seu sobrinho-neto, o futuro imperador Marco Aurélio, e da família dele e cujas filhas por vezes ficavam em sua casa. 
Como muitas outras mulheres sem filhos, Matídia "atraiu um grande número de bajuladores que esperavam ser lembrados em seu testamento". No leito de morte dela eles selaram seus codicilos (anexos de seu testamento) assegurando sua validade e garantindo que herdariam uma parte de sua enorme fortuna. Matídia deixou para vários membros da família e outros associados a enorme quantia de um milhão de sestércios, suas propriedades e suas várias possessões (como joias e objetos de arte). O administrador do espólio foi a imperatriz Faustina Menor, esposa de Marco Aurélio e filha de sua sobrinha Faustina Maior.